# Verghereto

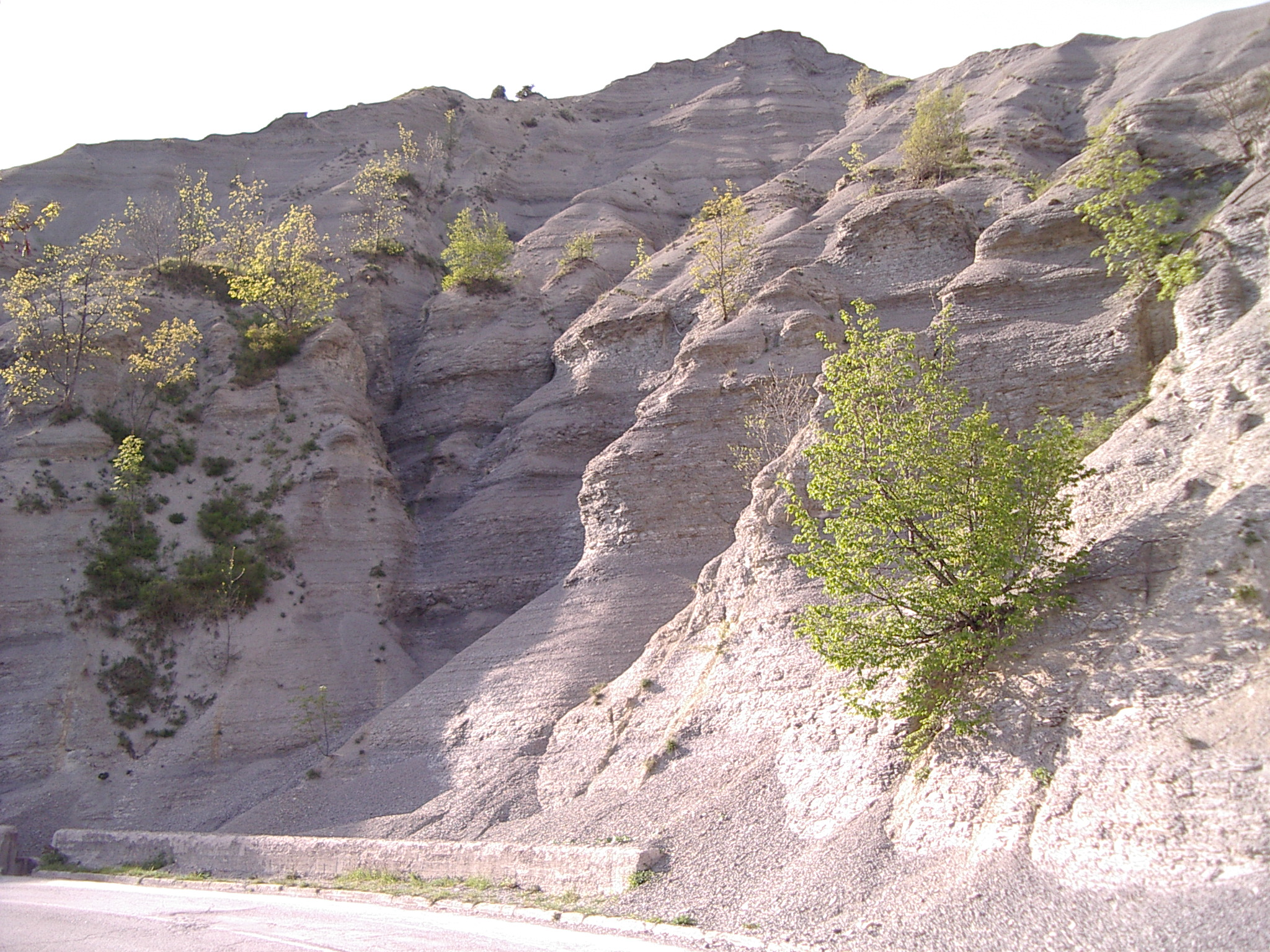
Calanques des marnes.

Verghereto est une commune de la province de Forlì-Cesena, dans la région Émilie-Romagne, en Italie.

## Géographie
Verghereto est située à une altitude de 500 à 800 m, au pied du mont Fumaiolo (1 407 m), sur la route E45 qui va de Ravenne à Rome, à 76 km de Forlì et 51 km de Cesena. À 6 km de la commune de Bagno di Romagna, Verghereto est la dernière cité à l’extrémité de la Romagne et aux confins des deux autres régions de Toscane et Marches. C’est aussi la première cité romagnole en amont de la vallée du Savio.

## Histoire
Des traces du passage d’êtres humains remonteraient aux environs de 10 000 années, mais vu que la cité se trouve voisine du col de Montecoronaro, le plus bas des Apennins, et situé au début des vallées du Savio et du Tibre, cela permet d’imaginer là le passage de populations pré-romaines (Umbri et étrusques) qui ont colonisé la Romagne.
- Les premières installations sédentaires remontent aux environs de l’an 1000, autour des différents monastères et abbayes (Trivio, San Michele fondée en 987 par San Romualdo, Sant’Alberico, Cella).
- 1371, Verghereto compte un millier d’habitants gouvernés par l’abbaye de Sant’Angello di Verghereto, sous la protection des comtes Guido de Bagno di Romagne et Azzo degli Ubertini. Jusqu’en 1400, la cité fut assujettie à l’appétit et aux querelles des seigneurs locaux (Tarlati, Ubertini, Guidi, Della Faggiola).
- Au début du XVe siècle, Florence chasse les comtes et installe son propre podestat (les Médicis), la cité devient chef-lieu en 1404 et resta sous l’administration toscane jusqu’en 1923.
- En 1923, la commune fut intégrée dans la province de Forlì-Césène.

## Économie
Essentiellement basée sur le tourisme, par sa situation au centre de sites naturels comme : 
- Bagno di Romagna ;
- les Balze et la source du Tibre ;
- Alfero, à une dizaine de kilomètres de Verghereto, avec sa forêt de châtaigniers ;
- le mont Fumaiolo ;
- Montecoronaro, Riofreddo, Capanne, Ville di Montecoronaro.

## Fêtes et traditions
- le 15 août, le Ferragosto Vergheretino, manifestation en l’honneur de la mi-été, avec bal populaire, concerts, etc. À la même époque se déroulent aussi la Fête de la bière et la Sagra del tortello  (genre de ravioli  local très délicieux).

## Administration
| Période                                  | Période      | Identité         | Étiquette     | Qualité |
| ---------------------------------------- | ------------ | ---------------- | ------------- | ------- |
| 2000                                     | 5 avril 2005 | Fedele Camillini |               |         |
| 5 avril 2005                             | En cours     | Fedele Camillini | Centro-Destra |         |
| Les données manquantes sont à compléter. |              |                  |               |         |

### Hameaux
Alfero, Balze, Capanna, Castellane, Castelpriore, Ceregiacoli, Colorio, Corneto, Donicilio, Falera, La Strada, Mazzi, Montecoronaro, Montione, Nasseto, Para, Pastorale, Pereto, Piantrebbio, Renicci, Riofreddo, Ronco dell'Asino, S. Alessio, Tavolicci, Trappola, Velle, Villa di Corneto, Ville di Montecoronaro

### Communes limitrophes
Badia Tedalda, Bagno di Romagna, Casteldelci, Chiusi della Verna, Pieve Santo Stefano, Sant'Agata Feltria, Sarsina

### Évolution démographique
Habitants recensés

## Jumelage
- Saint-Germain-Source-Seine (France) depuis 2002 puis  Source-Seine (France) depuis 2009

En 2002, la commune de Verghereto a signé un acte de jumelage avec la commune de Saint-Germain-Source-Seine (Côte-d'Or, France) qui possède les sources de la Seine sur son territoire. C'est donc un jumelage de deux communes qui donnent naissance aux sources d'un fleuve qui arrose une capitale d'Europe (Paris pour la Seine et Rome pour le Tibre, les deux villes étant elles-mêmes jumelles). 
La commune de Source-Seine est jumelée avec Verghereto à la suite de la fusion communale de Saint-Germain-Source-Seine avec Blessey.